# Dalla Terra a Marte
Dalla terra a marte è il secondo album in studio del gruppo musicale italiano Rovere, pubblicato il 18 febbraio 2022 da Sony Music Italia.

## Tracce
1. 3, 2, 1... Major tom – 0:59 (Nelson Venceslai, Luca Lambertini, Lorenzo Stivani, Davide Franceschelli, Marco Paganelli, Pietro Posani)
2. Astronauta – 4:04 (Nelson Venceslai, Luca Lambertini, Lorenzo Stivani, Davide Franceschelli, Marco Paganelli, Pietro Posani)
3. La libertà – 3:31 (Nelson Venceslai, Luca Lambertini, Lorenzo Stivani, Davide Franceschelli, Marco Paganelli, Riccardo Zanotti)
4. Freddo cane (feat. Mameli) – 3:08 (Nelson Venceslai, Luca Lambertini, Lorenzo Stivani, Davide Franceschelli, Marco Paganelli, Mario Castiglione)
5. Looney – 3:25 (Nelson Venceslai, Luca Lambertini, Lorenzo Stivani, Davide Franceschelli, Marco Paganelli, Pietro Posani, Andrea Campi)
6. Lupo – 3:00 (Nelson Venceslai, Luca Lambertini, Lorenzo Stivani, Davide Franceschelli, Marco Paganelli, Riccardo Zanotti)
7. Dalla terra a marte – 3:40 (Nelson Venceslai, Luca Lambertini, Lorenzo Stivani, Davide Franceschelli, Marco Paganelli, Pietro Posani)
8. Alveare – 3:20 (Nelson Venceslai, Luca Lambertini, Lorenzo Stivani, Davide Franceschelli, Marco Paganelli)
9. Martedì – 3:42 (Nelson Venceslai, Luca Lambertini, Lorenzo Stivani, Davide Franceschelli, Marco Paganelli, Giorgio Pesenti)
10. Sentiero ripido – 4:14 (Nelson Venceslai, Luca Lambertini, Lorenzo Stivani, Davide Franceschelli, Marco Paganelli, Pietro Posani)
11. Bim bum bam – 3:18 (Nelson Venceslai, Luca Lambertini, Lorenzo Stivani, Davide Franceschelli, Marco Paganelli, Riccardo Zanotti)
12. Mappamondo – 3:37 (Nelson Venceslai, Luca Lambertini, Lorenzo Stivani, Davide Franceschelli, Marco Paganelli)
13. Crescere – 3:46 (Nelson Venceslai, Luca Lambertini, Lorenzo Stivani, Davide Franceschelli, Marco Paganelli, Pietro Posani)
14. Precipitare – 5:13 (Nelson Venceslai, Luca Lambertini, Lorenzo Stivani, Davide Franceschelli, Marco Paganelli, Pietro Posani, Andrea Campi)

Durata totale: 48:57

## Formazione
- Nelson Venceslai – voce
- Luca Lambertini – chitarra
- Lorenzo Stivani – tastiere, sintetizzatore, percussioni
- Davide Franceschelli – basso
- Marco Paganelli – batteria

## Classifiche
| Classifica (2022) | Posizione massima |
| ----------------- | ----------------- |
| Italia            | 51                |